# Ona Carbonellová
Ona Carbonell Ballestero (* 5. června 1990 Barcelona) je kapitánka španělské reprezentace v synchronizovaném plavání. Je členkou klubu Club Natació Sabadell. Začínala jako moderní gymnastka, akvabelou je od svých deseti let.
Na mistrovství Evropy v plavání získala čtyři zlaté medaile: v roce 2008 vyhrála soutěž družstev i v kombinaci, obě prvenství zopakovala v roce 2012. Na mistrovství světa v plavání 2009 vyhrála soutěž v kombinaci. Startovala na olympiádě 2012 v Londýně, kde skončila na druhém místě v soutěži dvojic společně s Andreou Fuentesovou a byla členkou španělského týmu, který vybojoval bronzové medaile.
V roce 2013 jí byla udělena stříbrná medaile Real Orden del Mérito Deportivo.